# Едвардс (переписна місцевість, Нью-Йорк)
Едвардс (англ. Edwards) — переписна місцевість (CDP) в США, в окрузі Сент-Лоуренс штату Нью-Йорк. Населення — 361 особа (2020).

## Географія
Едвардс розташований за координатами 44°19′12″ пн. ш. 75°14′58″ зх. д. / 44.32000° пн. ш. 75.24944° зх. д. (44.320076, -75.249331).  За даними Бюро перепису населення США в 2010 році переписна місцевість мала площу 2,55 км², з яких 2,52 км² — суходіл та 0,03 км² — водойми.

## Демографія
Згідно з переписом 2010 року, у селищі мешкало 439 осіб у 184 домогосподарствах у складі 104 родин. Густота населення становила 172 особи/км².  Було 195 помешкань (76/км²).
Расовий склад населення:
| - 99,1 % — білих - 0,2 % — чорних або афроамериканців |

До двох чи більше рас належало 0,7 %. Частка іспаномовних становила 0,7 % від усіх жителів.
За віковим діапазоном населення розподілялося таким чином: 23,9 % — особи молодші 18 років, 59,5 % — особи у віці 18—64 років, 16,6 % — особи у віці 65 років та старші. Медіана віку мешканця становила 41,6 року. На 100 осіб жіночої статі у селищі припадало 82,2 чоловіків;  на 100 жінок у віці від 18 років та старших — 75,8 чоловіків також старших 18 років.
Середній дохід на одне домашнє господарство  становив 39 691 долар США (медіана — 35 625), а середній дохід на одну сім'ю — 45 277 доларів (медіана — 43 438). Медіана доходів становила 32 500 доларів для чоловіків та 23 333 долари для жінок. За межею бідності перебувало 19,7 % осіб, у тому числі 24,6 % дітей у віці до 18 років та 5,1 % осіб у віці 65 років та старших.
Цивільне працевлаштоване населення становило 160 осіб. Основні галузі зайнятості: освіта, охорона здоров'я та соціальна допомога — 26,3 %, роздрібна торгівля — 18,1 %, науковці, спеціалісти, менеджери — 15,0 %.